# غيل غراهام
غيل غراهام هي لاعبة غولف كندية، ولدت في 16 يناير 1964 في فاندرهوف في كندا.

## وصلات خارجية
- غيل غراهام على موقع رابطة لاعبات الغولف المحترفات (الإنجليزية)